# Пожар в Ростове-на-Дону
Пожар в Ростове-на-Дону 21 августа 2017 года — крупный пожар в центральной части города, уничтоживший около 120 строений.

## Предыстория пожара
Говнярка — квартал в центре Ростова, расположенный чуть ниже большой Театральной площади почти у самого Дона и названный горожанами за базу местного коммунального хозяйства, где одно время парковались ассенизаторские машины. Несмотря на то, что это один из наименее благоустроенных районов города (фактически это трущобы), стоимость сотки земли в этой части Пролетарского района Ростова-на-Дону составляет до 1,5 миллионов рублей, чем привлекает интерес местных компаний-застройщиков. По словам жителей, незадолго до пожара квартал обходили неизвестные люди и предлагали выкупить их участки земли по стоимости вдвое ниже рыночной. Многие отказались продавать участки и назвали предложенные цены заниженными. В случае несогласия людям угрожали поджогами.

## Хронология пожара
Первое сообщение о возгорании дома в районе Театральной площади поступило в 12:52 21 августа. Горел дом по адресу Нижегородская улица, 33. Именно его спасатели называют источником возгорания. Позже от местных жителей стала поступать информация о пожаре ещё по нескольким адресам. Из-за сильного ветра огонь очень быстро распространялся на соседние дома. В итоге около 15:00 возгорание было зафиксировано на расстоянии трёх кварталов от Театральной площади — в Крепостном переулке. Пожар был ликвидирован к трём часам утра 22 августа. Всего сгорело около 120 зданий. Многие сгоревшие дома были старинными, например, один был построен в середине XIX века, а другой — в 1901 году. Большая часть сгоревших домов восстановлению не подлежит.

## Последствия
В результате пожара пострадало 692 человека, один погиб. Девять из раненых были госпитализированы. С 23 августа пострадавшие получили компенсацию в размере 20 тысяч и 30 тысяч рублей. Следственный комитет возбудил уголовное дело по статье 293 УК РФ «халатность», а полиция — уголовное дело по статье 167 УК РФ «поджог». Однако уже в январе 2018 года версия о поджоге была отклонена полицией из-за недостаточных доказательств. Несмотря на это, расследование продолжается до сих пор[когда?]

, виновные так и не найдены. Начальник регионального ГУ МЧС генерал-майор МЧС Валерий Синьков, выдвинувший версию о поджоге, спустя два месяца после пожара был назначен в другой регион.[значимость факта?]
Также ростовчане создали петицию на сайте change.org, в которой предложили принять законопроект, согласно которому на месте сгоревших домов будет запрещена постройка недвижимости,[значимость факта?] ориентируясь на аналогичное решение, принятое в 2012 году в Томске после серий поджогов старых деревянных домов.
В том же 2017 году несколько молодых людей в возрасте от 18 до 22 лет вышли на пикет в поддержку ростовских погорельцев, после чего были задержаны.